# Bosar Nauli
Bosar Nauli is een bestuurslaag in het regentschap Simalungun van de provincie Noord-Sumatra, Indonesië. Bosar Nauli telt 1547 inwoners (volkstelling 2010).